# Берлевин фон Фрайберг
Берлевин фон Фрайберг (нем. Berlewin von Freiberg, в некоторых русскоязычных источниках Берлвин, погиб в 1243 году) — рыцарь Тевтонского ордена, вице-ландмейстер Пруссии в 1239 году , маршал Тевтонского ордена в 1242—1243 годах.

## Биография
Выходец из деревни Фрайберг в Германии, где его отец был фогтом. Прибыл на территорию Пруссии с первыми отрядами Тевтонского ордена в 1233 году. Впервые упоминается как провизор в Хелминском договоре 1233 года. В 1234 году находился на территории Кульмской земли. В 1238 году после его приказа в Залив Фришес-Хаф из Эльбинга отправились два орденских корабля: «Пилигрим» и «Фридланд» с целью найти место для строительства орденской крепости на территории Натангии. Корабли причалили к месту, которое в 1239 году стало немецким замком Бальга. В это же время представлял интересы магистра (ландмейстера) Пруссии Германа фон Балка в качестве вице-ландмейстера.
В 1242 году стал Маршалом Тевтонского ордена. В 1243 году Берлевин погиб в битве у озера Рензен (нем. Schlacht bei Rondsen) против войск померанского князя Святополка.